# Produtor de jogos eletrônicos
Um produtor de jogos eletrônicos é a principal pessoa encarregada de supervisionar o desenvolvimento de um jogo eletrônico.

## História
O primeiro uso documentado do termo produtor em jogos foi por Trip Hawkins, que estabeleceu a posição quando fundou a Electronic Arts em 1982. Hawkins disse em 1983:
Os produtores basicamente gerenciam o relacionamento com o artista. Eles encontram o talento, elaboram acordos de produtos, assinam contratos, os gerenciam e os levam à conclusão. Os produtores fazem a maioria das coisas que um gerente de produto faz. Eles não fazem o marketing, o que em alguns casos os gerentes de produto fazem. Eles não tomam decisões sobre embalagem e merchandising, mas se envolvem... eles são um pouco como editores de livros, um pouco como produtores de filmes e muito como gerentes de produto.
O jogo de computador Time Zone de 1982 da Sierra On-Line, pode ser o primeiro a listar créditos para "Produtor" e "Produtor Executivo". No final de 1983, a Electronic Arts tinha cinco produtores: um responsável pelo marketing de produtos e outros dois da ex-empregadora de Hawkins, Apple ("boa em trabalhar com engenheiros"), um ex-vendedor e recrutador executivo da IBM e um comerciante de produtos da Automated Simulations; que popularizou o uso do título na indústria. A visão de Hawkins - influenciada por seu relacionamento com Jerry Moss - era que os produtores gerenciavam artistas e repertórios da mesma maneira que no negócio da música, e Hawkins trouxe produtores musicais da A&M Records para ajudar a treinar esses primeiros produtores. A Activision fez de Brad Fregger seu primeiro produtor em abril de 1983.
Embora o termo seja um padrão da indústria hoje, ele foi descartado como "imitação de Hollywood" por muitos executivos de jogos e membros da imprensa da época. Ao longo de toda a sua história, o papel do produtor de jogos eletrônicos foi definido de várias maneiras por diferentes empresas e equipes, e há uma variedade de cargos dentro da indústria denominados de produtor.
Existem relativamente poucos superstars na produção de jogos que se comparam aos do cinema, em parte porque os principais produtores costumam ser contratados por publicadoras que optam por minimizar a publicidade de suas contribuições. Ao contrário de muitas de suas contrapartes no cinema ou na música, esses produtores não dirigem suas próprias empresas independentes.

## Tipos de produtores
A maioria dos videogames e jogos de computador são desenvolvidos por desenvolvedoras third-party. Nestes casos, pode haver produtores externos e internos. Produtores externos podem atuar como "produtores executivos" e são contratados pela publicadora do jogo. Os produtores internos trabalham para a própria desenvolvedora e têm uma função mais prática. No entanto, algumas desenvolvedoras de jogos podem não ter produtores internos e podem depender exclusivamente do produtor da publicadora.
Para um produtor interno, os produtores associados tendem a se especializar em uma área de especialização, dependendo da equipe para a qual estão produzindo e das habilidades em que têm experiência. Essas especializações incluem, mas não se limitam a: programação, design, arte, som e garantia de qualidade. Um produtor normal é geralmente o gerente de projeto e é responsável por entregar o produto a publicadora dentro do prazo e do orçamento. Um produtor executivo estará gerenciando todos os produtos da empresa e certificando-se de que os jogos estão no caminho certo para atingir seus objetivos e permanecer dentro dos objetivos e da direção da empresa.
Para um produtor externo, suas responsabilidades de trabalho podem se concentrar principalmente na supervisão de vários projetos que estão sendo trabalhados por várias desenvolvedoras. Ao mesmo tempo em que se mantêm atualizados sobre o andamento dos jogos que estão sendo desenvolvidos externamente, eles informam a alta administração da publicadora sobre o status dos projetos pendentes e quaisquer problemas que possam estar enfrentando. Se o produtor de uma publicadora supervisiona um jogo que está sendo desenvolvido internamente, seu papel é mais semelhante ao de um produtor interno e geralmente só funcionará em um jogo ou em alguns jogos pequenos.
Como os jogos ficaram maiores e mais caros, os produtores de linha passaram a fazer parte de alguns times. Com base nas tradições do cinema, os produtores de linha se concentram no cronograma e nos custos do projeto para garantir que os títulos sejam concluídos dentro do prazo e do orçamento.

## Responsabilidades
Um produtor interno está fortemente envolvido no desenvolvimento de, geralmente, um único jogo. As responsabilidades para este cargo variam de empresa para empresa, mas em geral, a pessoa que ocupa o cargo tem as seguintes atribuições:
- Negociação de contratos, incluindo acordos de licenciamento
- Atuando como um elo de ligação entre a equipe de desenvolvimento e as partes interessadas superiores (publicadora ou equipe executiva)
- Desenvolvimento e manutenção de cronogramas e orçamentos
- Supervisionar o desenvolvimento criativo (arte e design) e técnico (programação) do jogo
- Garantir a entrega pontual de resultados (como milestone)
- Agendamento de garantia da qualidade em tempo hábil (teste)
- Organização de testes beta e grupos de foco, se aplicável
- Organização para localização
- Apresentar ideias de jogos para publicadoras

Resumindo, o produtor interno é o responsável final pela entrega pontual e pela qualidade final do jogo.
Para pequenos jogos, o produtor pode interagir diretamente com a equipe de programação e criação. Para jogos maiores, o produtor buscará a ajuda do programador líder, líder de arte, designer de jogo e líder de teste. Embora seja comum que o produtor se reúna com toda a equipe de desenvolvimento de tempos em tempos, para jogos maiores, eles só se encontrarão com os líderes regularmente para se manterem atualizados sobre o status do desenvolvimento. Em estúdios menores, um produtor pode preencher qualquer lacuna na equipe de produção fazendo o trabalho estranho de escrever o manual do jogo ou produzir ativos do jogo.
Para a maioria dos jogos, o produtor não tem um grande papel, mas tem alguma influência no desenvolvimento do design do jogo eletrônico . Embora não seja um designer de jogos, o produtor deve incorporar os desejos da publicadora ou da alta administração ao design. Eles geralmente procuram a ajuda do designer do jogo nesse esforço. Portanto, o design final do jogo é resultado do esforço do designer e de alguma influência do produtor.

## Compensação
Em geral, os produtores de jogos eletrônicos são o terceiro lugar mais bem pago fora das posições de desenvolvimento de jogos, atrás de negócios (marketing/gerenciamento) e programadores. De acordo com uma pesquisa anual de salários no setor, os produtores ganham em média US$ 75.000 por ano. Um produtor de jogo eletrônico com menos de 3 anos de experiência ganha, em média, cerca de US$ 55.000 por ano. Um produtor de jogo eletrônico com mais de 6 anos de experiência ganha, em média, mais de US$ 125.000 por ano. Os salários de um produtor de jogo eletrônico variam dependendo da região e do estúdio.

## Educação
A maioria dos produtores de jogos eletrônicos conclui um programa de bacharelado em design de jogos, ciência da computação, mídia digital ou negócios. Linguagens de programação de computador populares para desenvolvimento de jogos eletrônicos incluem C, C++, Assembly, C# e Java. Alguns cursos comuns são comunicação, matemática, contabilidade, arte, modelagem digital e animação.[carece de fontes?]
Os empregadores normalmente exigem mais de três anos de experiência, já que um produtor precisa ter passado pelo ciclo de desenvolvimento várias vezes para realmente entender como o negócio é imprevisível. O caminho mais comum para se tornar um produtor de jogo eletrônico começa primeiro trabalhando como testador de jogos, depois subindo na escada da garantia de qualidade e, finalmente, na produção. Isso é mais fácil de realizar se ficarmos com o mesmo estúdio, colhendo os benefícios de ter construído relacionamentos com o departamento de produção.[carece de fontes?]